# Edwardsia kameruniensis
Edwardsia kameruniensis är en havsanemonart som beskrevs av Oscar Henrik Carlgren 1927. Edwardsia kameruniensis ingår i släktet Edwardsia och familjen Edwardsiidae. Inga underarter finns listade i Catalogue of Life.